# Cayetano Santos Godino
 (juin 2011).
Si vous disposez d'ouvrages ou d'articles de référence ou si vous connaissez des sites web de qualité traitant du thème abordé ici, merci de compléter l'article en donnant les références utiles à sa vérifiabilité et en les liant à la section « Notes et références ».
Cayetano Santos Godino (31 octobre 1896 - 15 novembre 1944), surnommé « le petit aux oreilles décollées », est un tueur en série argentin. En 1912, à 16 ans, il fut condamné pour le meurtre de quatre enfants, la tentative de meurtre sur sept autres enfants et l'incendie volontaire de sept immeubles.

## Biographie
Godino est né à Buenos Aires en Argentine. Il est l'un des huit fils d'immigrants originaires de Calabre. Son père, Fiore, est un alcoolique qui a contracté la syphilis avant la naissance de Godino.

### Enfance

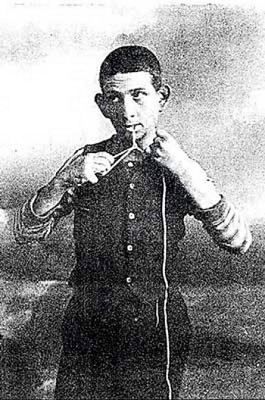
Cayetano Santos Godino.

Quand il était enfant, Godino tuait des chats et des oiseaux et aimait jouer avec le feu. Son comportement violent et son manque d'intérêt à s'instruire l'ont fait renvoyer d'école en école dès l'âge de 6 ans, en septembre 1902.
Le 28 septembre 1904, âgé d'à peine 8 ans, Godino frappe Miguel de Paoli, un garçon de 21 mois, et le jette dans un fossé. Un fonctionnaire voit la scène et traîne les enfants au commissariat de police où leurs mères les récupèrent quelques heures plus tard.
En 1905, âgé de 8-9 ans, Godino frappe Ana Neri, une enfant de 18 mois de son voisinage, avec une pierre. Un officier de police intervient, mais Godino est relâché le soir même du fait de son jeune âge.
Le 29 mars 1906, âgé de 9 ans et cinq mois, Godino tue María Rosa Face, âgée de 3 ans. Ce premier meurtre est passé inaperçu et n'a été découvert que des années plus tard quand le meurtrier lui-même l'a avoué à la police. Selon ses dires, il aurait enlevé une fillette d'environ 2 ans et l'aurait emmenée jusqu'à un terrain vague de la rue Río de Janeiro, où il a tenté de l'étrangler. Puis il l'a enterrée vivante. Les autorités, en apprenant ce meurtre, se sont rendues sur les lieux mais ont découvert qu'y avait depuis été construite une maison de deux étages. Cependant, au 10e commissariat l'on a retrouvé le signalement de la disparition, en date du 29 mars 1906, d'une fillette de 3 ans du nom de María Roca Face. La fillette disparue n'a jamais été retrouvée.
Le 5 avril 1906, Godino est dénoncé par son père après la découverte d'oiseaux que Godino a torturés. Fiore Godino a trouvé des oiseaux morts dans l'une des chaussures de son fils et dans une cage sous son lit. Le père demande à la police que son fils soit emprisonné. Godino passe alors deux mois en prison, avant d'être libéré en juin 1906.
Le 9 septembre 1908, Cayetano rencontre un garçon de deux ans, Severino Gonzales, jouant seul sans la supervision d'un adulte. Godino l'aborde avec la promesse de quelques bonbons et l'emmene dans un entrepôt se trouvant en face de l'école du Sacré-Cœur. Une fois là-bas, il tente de le noyer dans une auge pour chevaux. Cependant, le propriétaire de cet endroit, Zacanas Caviglia, a couru en entendant des bruits étranges. Il découvre ainsi les deux enfants, complètement mouillés, Severino à l'intérieur de l'abrevoir. Cayetano, malgré son faible QI, invente une histoire, prétendant à Zacanas qu'une «femme en noir» avait blessé le petit Severino et qu'il était intervenu pour l'aider, faisant fuir la femme. Zacanas et les autorités croient en la version de Godino.
Le 15 septembre 1908, Cayetano attire le tout jeune Julio Botte (âgé de seulement 21 mois) dans un endroit isolé et tente de brûler les paupières du petit garçon à l'aide d'une cigarette. Le petit se met à hurler de désespoir et Cayetano s'enfuit avant que quiconque ne puisse le voir.
Le 6 décembre 1908, les parents de Cayetano, trouvant leur fils "trop violent", "trop rebelle", "trop accro à la masturbation" (selon leurs propos), décident de le remettre aux autorités, en le dénonçant pour des délits mineurs. Alors qu'il n'a que 12 ans, il est envoyé à la colonie pénitentiaire pour mineurs, «Marcos Paz». Ce n'est que le 23 décembre 1911, que Cayetano sort de cette colonie pénitentiaire, à la demande de ses parents. Ces derniers lui ont trouvé du travail, mais Godino, toujours instable, est licencié dès le mois de janvier 1912.

### Meurtres
Le 17 janvier 1912, Godino met le feu à un entrepôt. Quand il est arrêté, il dit à la police : « J'aime voir travailler les pompiers. C'est joli de les voir tomber dans les flammes ». 
Le 25 janvier 1912, Cayetano Santos Godino tue Arturo Laurona, 13 ans, qui est retrouvé mort le lendemain, dans une maison abandonnée. Âgé de seulement 15 ans, Godino commet son deuxième meurtre depuis près de 6 ans.
Le 7 mars 1912, Godino met le feu à la robe de Reyna Vainicoff, 5 ans. L'état de la fillette lui permet, néanmoins, d'arriver à alerter les secours. Transférée à l'hôpital, dans un état grave, Reyna est soignée, mais meurt de ses brûlures seize jours plus tard, le 23 mars 1912.
Le 24 septembre 1912, Godino met le feu à une gare, mais l'incendie est éteint sans dégâts importants. Le 8 novembre 1912, il essaie d'étrangler Roberto Russo, 8 ans. Il est arrêté et jugé pour tentative de meurtre, mais, acquitté, il repart libre. Le 16 novembre 1912, il frappe Carmen Ghittoni, qui souffrira de blessures légères, jusqu'à l'arrivée d'un agent de police. Le 20 novembre 1912, il enlève Carolina Neolener, 2 ans, mais grâce à ses pleurs, elle est secourue par un voisin. Plus tard dans le même mois, il met le feu à deux grands hangars, mais les incendies s'éteignent rapidement.
Le 3 décembre 1912, Godino voit Jesualdo Giordano qui joue devant sa maison et, en échange de quelques bonbons, il le convainc de l'accompagner jusqu'à une maison de campagne. Une fois à l'intérieur, il le jette au sol et essaye de l'étrangler avec sa ceinture. Puis il coupe celle-ci et lui attache les mains et les pieds. Il commence à le frapper et à lui marteler la tête. Il sort de la maison pour aller chercher un clou et rencontre le père de Giordano à qui il dit qu'il ne sait pas où est son fils. Il revient dans la maison avec un clou qu'il enfonce dans le crâne de Giordano puis cache le cadavre. Le corps est retrouvé par le père quelques minutes plus tard. Ce dernier ayant reconnu Godino, le dénonce immédiatement à la police. À ce stade de l'enquête, les enquêteurs chargés des meurtres, tentatives de meurtres et incendies en série, ont la conviction que Godino est l'auteur de tous ces faits, bien qu'il ne soit âgé que de 16 ans.

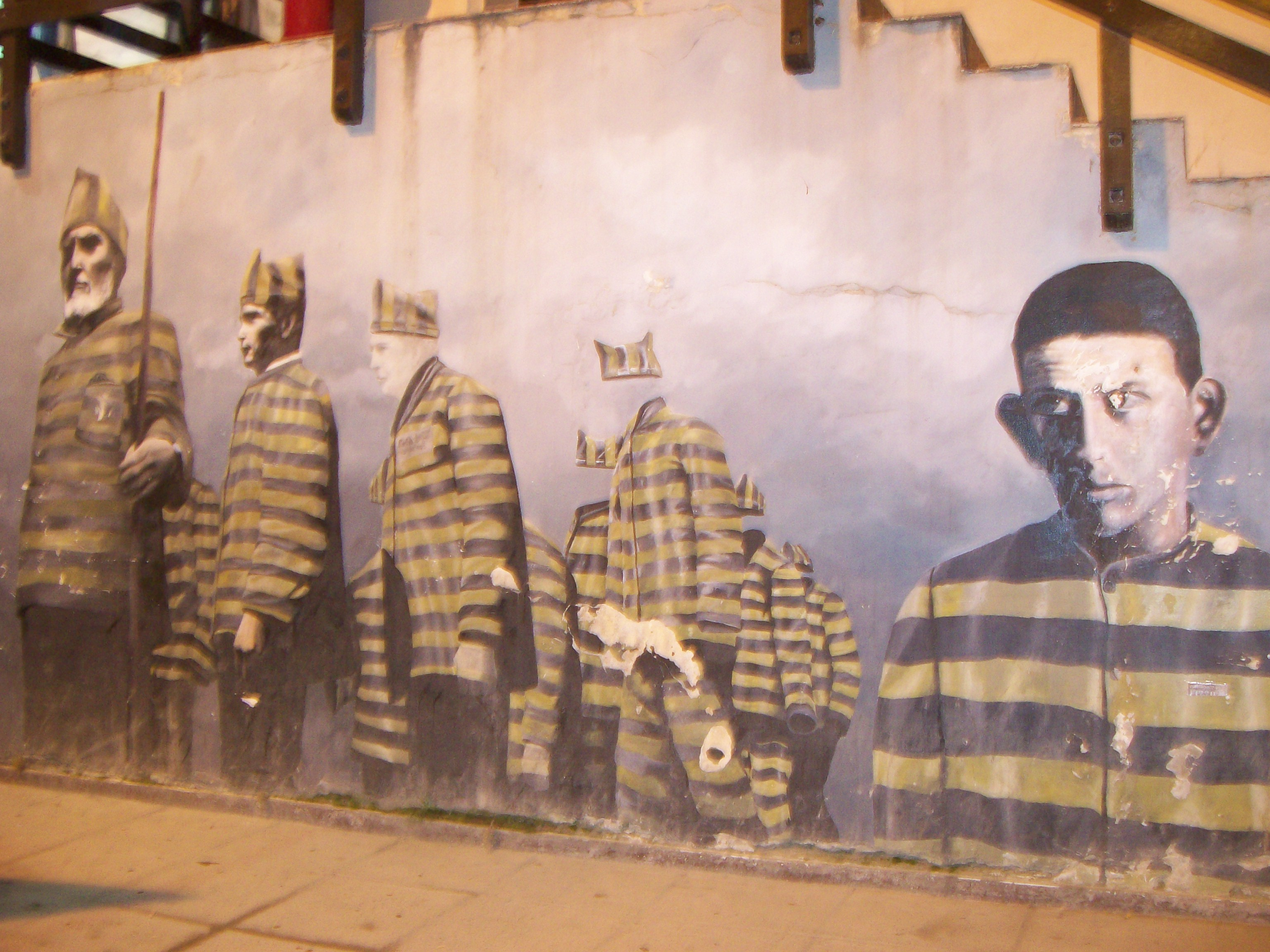
Fresque murale de Godino.

### Prison
Le 4 décembre 1912, à 5h30 du matin, il est arrêté par la police et avoue tous les fait qui lui sont reprochés. Âgé de 16 ans, Cayetano Santos Godino entre dans un centre de détention pour mineurs, alors qu'il n'est pas libre depuis un an.
Le 4 janvier 1913, Godino tente de tuer quelques-uns de ses camarades. Après un rapport médical, il est déclaré aliéné, si bien que le juge décide de le laisser dans le centre. Le 20 novembre 1915, âgé de 19 ans, il est déplacé dans une prison. Le 28 mars 1923, il est transféré au pénitencier d'Ushuaïa. En 1933, il est battu par des codétenus après qu'il eut tué leurs chats de compagnie. Il est alors envoyé à l'hôpital. À partir de 1935, il est en permanence malade et ne reçoit aucun visiteur jusqu'à sa mort, le 15 novembre 1944, dans d'étranges circonstances. 
Durant sa vie tout entière, Godino aura passé 35 ans de sa vie enfermé, avant de mourir dans l'oubli et la solitude, à l'âge de 48 ans.